# BFC (motorfietsmerk)
BFC is een historisch Deens merk van hulpmotoren en bromfietsen. 
De firma BFC was eigendom van de gebroeders Christensen.
De BFC-motor werd vanaf 1950 in verschillende uitvoeringen geleverd. Het blokje werd ondersteboven achter op een fiets gemonteerd, met de cilinder naar beneden dus. Het aluminium huis waar de cilinder in gemonteerd was diende tevens als spatbord. Er was geen koppeling dus als men stopte sloeg de motor af en moest daarna weer aangefietst worden. 
Later (vanaf ca. 1953) produceerde het bedrijf ook complete bromfietsen.